# Gonomyia (Leiponeura) pinivagata
Gonomyia (Leiponeura) pinivagata is een tweevleugelige uit de familie steltmuggen (Limoniidae). De soort komt voor in het Oriëntaals gebied.